# Aeroportul Internațional Gabès – Matmata
Aeroportul Internațional Gabès – Matmata (IATA: GAE, ICAO: DTTG) este un aeroport din Gabès, Guvernoratul Gabès, Tunisia ce deservește zona Gabès. A fost deschis în 1992 și numit după zona deservită.
Situat la o altitudine de 8 m, aeroportul dispune de o singură pistă. Este operat de Tunisian Civil Aviation & Airports Authority⁠(d).